# Romanización del Gobierno de Hong Kong para el cantonés
La Romanización Cantonesa del Gobierno de Hong Kong es la forma más o menos consistente de romanizar los sustantivos del cantonés empleada por los departamentos del Gobierno de Hong Kong y por muchas organizaciones no gubernamentales de Hong Kong.
No se sabe si hay pautas estrictas para el método circulando en el gobierno, o si el método se estableció y convirtió en una práctica común con el tiempo. El sistema ha sido usado ampliamente por el Gobierno de Hong Kong desde los primeros días del gobierno británico, y desde ese momento ha sufrido algunos cambios entre las dos Guerras Mundiales.
Las convención es similar a la concebida por Ernst Johann Eitel, que está basada en el alemán.
Desde que el método abandonó su estandarización, el Bureau de Educación y Mano de Obra de Hong Kong aprobó el sistema Pinyin Cantonés Estándar para profesores de escuelas primarias y secundarias. Además de esto, la Sociedad Lingüística de Hong Kong promueve su propio sistema Jyutping. Ambos esquemas son empleados por el gobierno para ilustrar la pronunciación correcta de las palabras cantonesas.

## Ortografía
No es un sistema completamente estandarizado, y la mayor parte de sus fonémas corresponden a más de una combinación de letras. Todos los tonos están omitidos. 

### Consonantes
Iniciales
Finales
| IPA | Jyutping | Romanización | Ejemplo      | En chino |
| -p  | -p       | -p           | Ap Lei Chau  | 鴨脷洲   |
| -t  | -t       | -t           | Tsat Tsz Mui | 七姊妹   |
| -k  | -k       | -k           | Shek O       | 石澳     |
| -m  | -m       | -m           | Sham Shui Po | 深水埗   |
| -n  | -n       | -n           | Tsuen Wan    | 荃灣     |
| -ŋ  | -ng      | -ng          | Tsing Yi     | 青衣     |

### Vocales, diptongos y consonantes silábicas
| IPA  | Jyutping | Romanisation | Example              | in Chinese |
| aː   | aa       | a            | Ma Tau Wai           | 馬頭圍     |
| aː   | aa       | ah           | Estado de Wah Fu     | 華富邨     |
| ɐ    | a        | a            | Tsz Wan Shan         | 慈雲山     |
| ɐ    | a        | o            | Hung Hom             | 紅磡       |
| ɐ    | a        | u            | Río Sham Chun        | 深圳河     |
| ɛː/e | e        | e            | Che Kung Miu         | 車公廟     |
| iː/ɪ | i        | i            | Lai Chi Kok          | 荔枝角     |
| iː/ɪ | i        | ze           | Sheung Sze Wan       | 相思灣     |
| iː/ɪ | i        | z            | Tung Tsz             | 洞梓       |
| iː/ɪ | i        | ee           | Avenida Tat Chee     | 達之路     |
| ɔː/o | o        | o            | Wo Che               | 禾輋       |
| uː/ʊ | u        | u            | Kwu Tung             | 古洞       |
| uː/ʊ | u        | oo           | Mei Foo              | 美孚       |
| œː   | eo       | eu           | Sheung Wan           | 上環       |
| œː   | eo       | eo           | Calle Nam Cheong     | 南昌街     |
| ɵ    | oe       | u            | Shun Estado de Lee   | 順利邨     |
| yː   | yu       | yu           | Yu Calle Chau        | 汝州街     |
| yː   | yu       | u            | Kau U Fong           | 九如坊     |
| yː   | yu       | ue           | Yung Shue Wan        | 榕樹灣     |
| aːi  | aai      | ai           | Chai Wan             | 柴灣       |
| ɐi   | ai       | ai           | Mai Po               | 米埔       |
| aːu  | aau      | au           | Shau Kei Wan         | 筲箕灣     |
| ɐu   | au       | au           | Sau Mau Ping         | 秀茂坪     |
| ei   | ei       | ei           | Lei Yue Mun          | 鯉魚門     |
| ei   | ei       | ee           | Lee On               | 利安       |
| ei   | ei       | ay           | Corte Kam Hay        | 錦禧苑     |
| ei   | ei       | ai           | Shui Hau Sai Ngan Ma | 水口四眼馬 |
| ei   | ei       | i            | To Li Terraza        | 桃李台     |
| iːu  | iu       | iu           | Siu Sai Wan          | 小西灣     |
| ɔːi  | oi       | oi           | Choi Estado de Hung  | 彩虹邨     |
| ɔːi  | oi       | oy           | Choy Yee Bridge      | 蔡意橋     |
| uːi  | ui       | ui           | Pui O                | 貝澳       |
| ɵy   | eoi      | ui           | Ma Liu Shui          | 馬料水     |
| ou   | ou       | o            | Tai Mo Shan          | 大帽山     |
| m̩    | m        |              |                      |            |
| ŋ̩    | ng       | ng           | Ng Fan Chau          | 五分州     |

1. ↑  La pronunciación estándar para 五 es [ŋ̩]. Sin embargo, una pronunciación más común en Hong Kong es [m̩] y la mayoría [ŋ̩] de las palabras están combinándose con esta. La única palabra que era originalmente pronunciada como m̩ es "唔 (no)", que no es usada en un conjunto de nombres.